# Charmoy (Yonne)
Charmoy is een gemeente in het Franse departement Yonne (regio Bourgogne-Franche-Comté) en telt 1214 inwoners (2005). De plaats maakt deel uit van het arrondissement Auxerre.

## Geografie
De oppervlakte van Charmoy bedraagt 7,0 km², de bevolkingsdichtheid is 173,4 inwoners per km².
De onderstaande kaart toont de ligging van Charmoy (Yonne) met de belangrijkste infrastructuur en aangrenzende gemeenten.

## Demografie
Onderstaande figuur toont het verloop van het inwonertal (bron: INSEE-tellingen).